# Гориславский сельский совет
Гориславский сельский совет (укр. Гориславська сільська рада) — входит в состав Кременчугского района Полтавской области Украины.
Административный центр сельского совета находится в с. Гориславцы.

## Населённые пункты совета
- с. Гориславцы
- с. Коржовка
- с. Миловидовка
- с. Олефировка